# Аскола
Аскола (фин. Askola) — община в провинции Уусимаа, губерния Южная Финляндия, Финляндия. Общая площадь территории — 218,03 км², из которых 5,61 км² — вода. Самая большая деревня муниципалитета, Моннинкюля, имеет более 1300 жителей.

## Демография
На 31 января 2011 года в общине Аскола проживают 4862 человек: 2454 мужчин и 2408 женщин.
Финский язык является родным для 95,27% жителей, шведский — для 2,9%. Прочие языки являются родными для 1,83% жителей общины.
Возрастной состав населения:
- до 14 лет — 20,63%
- от 15 до 64 лет — 65,69%
- от 65 лет — 13,72%

Изменение численности населения по годам:
| Год  | Численность |
| ---- | ----------- |
| 1990 | 4248        |
| 1995 | 4269        |
| 2000 | 4389        |
| 2005 | 4555        |
| 2010 | 4864        |
| 2015 | 5104        |
| 2020 | 4878        |

## Достопримечательности
- Деревянная церковь, построенная в 1797—1799 годах. Кафедра в церкви богато украшена в стиле барокко с использованием трофеев которые финские наемники участвовавшие в Тридцатилетней войны унесли из церкви в Германии.
- Археологическая культура Аскола названа по имени области.
- В семи километрах к северу от Аскола находится крупный исполинов котёл.